# キツツキとパンダ一家
キツツキとパンダ一家（英: Knock Knock）は、ウォルター・ランツが制作した「アンディ・パンダ」シリーズのひとつである1940年の短編アニメーションである。
ウッディー・ウッドペッカーの初登場作品として知られるこのアニメは、1940年11月25日にユニバーサル・ピクチャーズから公開された。

## ストーリー
このアニメの表向きの主役は、アンディ・パンダとその父親であるパパ・パンダだが、実質的な主役はウッディー・ウッドペッカーである。ウッディーは常にパパ・パンダの家の屋根をつついて困らせ、ショットガンで自身を殺そうとするように仕向ける。一方、アンディはウッディーの尻尾に塩を振りかけて、なんとか捕まえようとする。騒動の末、2匹のキツツキがウッディーを精神病院に連れて行こうとするが、彼らの方がより狂っていることが判明する。この結末は、1938年の『ダフィとエッグヘッド』によく似ている。

## 製作
1940年代初期のランツ・カートゥーンの多くがそうであったように、本作にも監督のクレジットはない。ランツ自身はこのアニメを監督したと主張しているが、最近の情報では実際に監督したのはアレックス・ロビーだと言われている。アニメーションはロビーとフランク・ティッパー、ストーリーはベン・ハーダウェイとローウェル・エリオット、音楽はフランク・マルサレスが担当している。本作は、マルサレスのランツに対する最終的なスコアである。
ウッディー・ウッドペッカーの初登場作品である本作は、ウッディーのトレードマークである笑い声が初めて登場する作品でもある。この笑い声は、声優のメル・ブランクが高校時代から完成させていたものである。また、1939年に公開された『Hare-um Scare-um』で、ハッピーラビット(バッグス・バニーの前身)が発していた笑い声もこれと同じものである。本作におけるウッディーのデザインは非常に粗野なものだったが、1942年にはそれが和らげられ、1944年にはよりリアルでアニメ化しやすいキツツキに変更された。最初のデザインでは、ウッディーは白ではなく赤い「ベストのような羽」を持ち、いくつかのシーンでは出っ歯が見られ、太いリング状の脚、2本の緑の尾羽、大きな顎を持ち、キツツキというよりはペリカンのように見える。当時の配給会社であるバーニー・クライサー（ユニバーサル代表）は、「ウッディーは今まで見た中で最も醜いものだ」と述べたが、ランツは「あなたはこの写真にお金を払っているわけではなく、ただ配布しているだけなのだから、彼を解放しなさい。私にはチャンスがあるのだから」と言った。すると、クライザーはそれを持ち帰り、本作がヒットしたためシリーズ化してほしいと言ってきた。